# 2020–2021-es spanyol labdarúgó-szuperkupa
A 2020–2021-es spanyol szuperkupa volt a spanyol labdarúgó-szuperkupa, azaz a Supercopa de España 37. kiírása. Második alkalommal a kupa történetében az előző szezon bajnokán és kupagyőztesén kívül még két csapat vehetett részt, a bajnokság második helyezettje és a kupadöntős, így négy csapat részvételével rendezték meg Spanyolországban, Córdoba, Málaga és Sevilla városában 2021. január 13-a és 17-e között.
Az eredeti terv szerint a szuperkupát ebben az évben is Szaúd-Arábiában kellett volna megrendezni, de a koronavírus-járvány miatt Spanyolországban bonyolították le a mini-torna mérkőzéseit.
A kupát az Athletic Bilbao nyerte meg, története során 3. alkalommal, miután a döntőben hosszabbítás után 3–2-re nyertek a Barcelona ellen.

## Résztvevő csapatok
A 2019-2020-as szezon bajnoka és kupagyőztes emellett kvalifikálta magát a négyes döntőre a bajnokságban második helyezettje és a kupadöntős is, bár a kupadöntőt nem játszották le a torna kezdetéig a Covid19-pandémia miatt.
| Csapat          | Kvalifikáció módja                     | Részvételek száma | Legutóbbi eredmény | Győzelmek, döntők és elődöntök száma | Győzelmek, döntők és elődöntök száma | Győzelmek, döntők és elődöntök száma |
| Csapat          | Kvalifikáció módja                     | Részvételek száma | Legutóbbi eredmény | Kupagyőzelmek száma                  | Döntők száma                         | Elődöntők száma                      |
| --------------- | -------------------------------------- | ----------------- | ------------------ | ------------------------------------ | ------------------------------------ | ------------------------------------ |
| Real Sociedad   | 2020-as Spanyol Kupa döntős            | 2.                | 1982 győztes       | 1                                    | –                                    | –                                    |
| Athletic Bilbao | 2020-as Spanyol Kupa döntős            | 6.                | 2015 győztes       | 2                                    | 3                                    | –                                    |
| Real Madrid     | 2019–2020-as spanyol bajnokság bajnok  | 17.               | 2019–20 győztes    | 11                                   | 5                                    | –                                    |
| Barcelona       | 2019–2020-as spanyol bajnokság 2. hely | 25.               | 2019–20 döntős     | 13                                   | 10                                   | 1                                    |

## Sorsolás
Az elődöntők párosításait a spanyol szövetség székházában sorsolták ki 2020. december 17-én, és azzal a feltétellel került megrendezésre, hogy a Real Madrid és a Barcelona nem találkozhat egymással az elődöntőben.

## Elődöntők
| 2021. január 13. 21:00 WEST |

| Real Sociedad                                  | 1–1 (h. u.)                 | Barcelona                             |
| ---------------------------------------------- | --------------------------- | ------------------------------------- |
| Oyarzabal 51' (11-esből)                       | (0–1, 1–1, 1–1) Jegyzőkönyv | De Jong 39'                           |
| Büntetőpárbaj                                  |                             |                                       |
| Bautista Oyarzabal Willian José Merino Januzaj | 2–3                         | De Jong Dembélé Pjanić Griezmann Puig |

| Estadio Nuevo Arcángel, Córdoba Nézőszám: 0 Játékvezető: José Luis Munuera Montero |

| 2021. január 14. 21:00 WEST |

| Real Madrid | 1–2               | Athletic Bilbao                |
| ----------- | ----------------- | ------------------------------ |
| Benzema 73' | (0–2) Jegyzőkönyv | Raúl García 18' 38' (11-esből) |

| La Rosaleda, Málaga Nézőszám: 0 Játékvezető: Juan Martínez Munuera |

## Döntő
| 2021. január 17. 21:00 WEST |

| Barcelona         | 2–3 (h. u.)                 | Athletic Bilbao                           |
| ----------------- | --------------------------- | ----------------------------------------- |
| Griezmann 40' 77' | (1–1, 2–2, 2–3) Jegyzőkönyv | De Marcos 42' Villalibre 90' Williams 93' |

| Estadio de La Cartuja, Sevilla Nézőszám: 0 Játékvezető: Jesús Gil Manzano |

| A 2020-2021-es spanyol labdarúgó-szuperkupa győztese |
| ---------------------------------------------------- |
| Athletic Bilbao 3. cím                               |

## Megjegyzés
1. 1 2 3  A spanyolországi COVID-19 járvány miatt a mérkőzést zárt ajtók mögött játszották.